# کاکودیل اکسید
کاکودیل اکسید (به انگلیسی: Cacodyl oxide) با فرمول شیمیایی C۴H۱۲As۲O یک ترکیب شیمیایی است. که جرم مولی آن ۲۵۵٫۹۸ g/mol می‌باشد. 